# Al-Fayha FC
Al Fayha FC (tiếng Ả Rập: نادي الفيحاء السعودي) là một câu lạc bộ bóng đá chuyên nghiệp có trụ sở tại Al Majma'ah. Được thành lập năm 1953, đội hiện thi đấu tại Saudi Professional League, hạng đấu cao nhất của bóng đá Ả Rập Xê Út.

## Đội hình
Tính đến ngày 24 tháng 7 năm 2021:
| No | Position | Player                        | Nation        |
| -- | -------- | ----------------------------- | ------------- |
| 2  | HV       | Mukhair Al-Rashidi            | Ả Rập Xê Út   |
| 4  | HV       | Sami Al-Khaibari (đội trưởng) | Ả Rập Xê Út   |
| 3  | HV       | Ghislain Konan                | Bờ Biển Ngà   |
| 6  | TV       | Saud Zidan                    | Ả Rập Xê Út   |
| 7  | TV       | Aleksandar Trajkovski         | Bắc Macedonia |
| 8  | TV       | Abdulrahman Al-Safri          | Ả Rập Xê Út   |
| 9  | TĐ       | Anthony Nwakaeme              | Nigeria       |
| 17 | TĐ       | Fashion Sakala                | Zambia        |
| 11 | TV       | Khalid Kaabi                  | Ả Rập Xê Út   |
| 14 | HV       | Sultan Al-Harbi               | Ả Rập Xê Út   |
| 16 | TV       | Ali Al-Nemer                  | Ả Rập Xê Út   |
| 77 | HV       | Abdelhamid Sabiri             | Maroc         |
| 19 | TĐ       | Mohammed Majrashi             | Ả Rập Xê Út   |
| 22 | HV       | Mohammed Al-Baqawi            | Ả Rập Xê Út   |
| 23 | TĐ       | Milan Pavkov                  | Serbia        |
| 26 | TV       | Ali Al-Zaqaan                 | Ả Rập Xê Út   |
| 27 | TV       | Sultan Mandash                | Ả Rập Xê Út   |
| 30 | TM       | Rayan Al-Enezi                | Ả Rập Xê Út   |
| 33 | HV       | Hussein Al-Shuwaish           | Ả Rập Xê Út   |
| 37 | TV       | Ricardo Ryller                | Brasil        |
| 55 | TM       | Faisel Masrahi                | Ả Rập Xê Út   |
| 66 | TV       | Mohammed Abousaban            | Ả Rập Xê Út   |
| 80 | HV       | Osama Al-Khalaf               | Ả Rập Xê Út   |
| 88 | TM       | Vladimir Stojković            | Serbia        |
| 98 | HV       | Muhannad Al-Qaydhi            | Ả Rập Xê Út   |
| 99 | TĐ       | Malek Al-Abdulmenem           | Ả Rập Xê Út   |
| —  | TM       | Ahmed Al-Kassar               | Ả Rập Xê Út   |